# Vlekhalsotter
De vlekhalsotter (Hydrictis maculicollis) is een zoogdier uit de familie der marterachtigen (Mustelidae). De wetenschappelijke naam van de soort werd voor het eerst geldig gepubliceerd door Martin Lichtenstein in 1835.

## Voorkomen
De soort komt voor in Angola, Benin, Botswana, Burkina Faso, Kameroen, de Centraal-Afrikaanse Republiek, Tsjaad, Congo-Brazzaville, Congo-Kinshasa, Ivoorkust, Equatoriaal-Guinea, Eritrea, Ethiopië, Guinea, Guinee-Bissau, Kenia, Liberia, Malawi, Mali, Mozambique, Namibië, Niger, Nigeria, Rwanda, Sierra Leone, Zuid-Afrika, Soedan, Tanzania, Oeganda, Zambia en Zimbabwe.